# Communauté d'agglomération du Haut Val-de-Marne
La Communauté d'agglomération du Haut Val-de-Marne est une ancienne  communauté d'agglomération française, située dans le département du Val-de-Marne (94) et la région Île-de-France. 

## Historique
Dans le cadre de la mise en place de la métropole du Grand Paris, la loi portant nouvelle organisation territoriale de la République du 7 août 2015 (Loi NOTRe) prévoit la création d'établissements publics territoriaux (EPT), qui regroupent l'ensemble des communes de la métropole à l'exception de Paris, et assurent des fonctions de proximité en matière de politique de la ville, d'équipements culturels, socioculturels, socio-éducatifs et sportifs, d'eau et assainissement, de gestion des déchets ménagers et d'action sociale. Les EPT exercent également les compétences que les communes avaient transférées aux intercommunalités supprimées.
Dans ce cadre, les trois intercommunalités  : 

- la communauté d'agglomération Plaine centrale du Val-de-Marne ;

- la communauté d'agglomération du Haut Val-de-Marne ;

- la communauté de communes du Plateau Briard ;
se fondent au sein de l'EPT créé sous la dénomination d'usage d'EPT T11 par un décret du 11 décembre 2015, et qui prend ensuite la dénomination d'établissement public territorial Grand Paris Sud Est Avenir.

## Toponymie
La communauté d'agglomération du Haut Val-de-Marne devait son nom à sa situation géographique : elle était située sur les premiers contreforts du Plateau Briard, à la limité sud-est du Val-de-Marne. Par sa superficie de 4726 hectares, elle représentait 19 % du territoire du Val-de-Marne.

## Territoire communautaire

### Géographie
La communauté se situait dans une zone de transition démographique et économique : elle regroupait des communes à l'habitant récent, situées à la limite est de l'agglomération parisienne, comportant des zones agricoles ou forestières. De ce fait, 47 % de son territoire était constitué d’espaces agricoles ou naturels.
Elle était desservie par des infrastructures routières d'importance : au nord par l’autoroute A4, à l’est par la N104 (La Francilienne), à l'ouest par l'autoroute A86, elle était traversée en son centre par la N4/D604 et au sud par la N19. De plus, elle était desservie par plusieurs trains de banlieue du réseau Transilien et par la branche sud-est du RER A. Enfin, est était accessible au trafic fluvial via la Marne.
La Communauté d’Agglomération du Haut Val-de-Marne se situait à 35 minutes de Paris, 25 minutes d’Orly et 40 minutes de Roissy.

### Composition
En 2014, la communauté d'agglomération du Haut Val-de-Marne regroupait sept communes : 
| Nom                    | Code Insee | Gentilé      | Superficie (km2) | Population (dernière pop. légale) | Densité (hab./km2) |
| ---------------------- | ---------- | ------------ | ---------------- | --------------------------------- | ------------------ |
| Sucy-en-Brie (siège)   | 94071      | Sucyciens    | 10,43            | 25 853 (2014)                     | 2 479              |
| Boissy-Saint-Léger     | 94004      | Boisséens    | 8,94             | 16 098 (2014)                     | 1 801              |
| Chennevières-sur-Marne | 94019      | Canavérois   | 5,27             | 18 078 (2014)                     | 3 430              |
| Le Plessis-Trévise     | 94059      | Plesséens    | 4,32             | 19 732 (2014)                     | 4 568              |
| La Queue-en-Brie       | 94060      | Caudaciens   | 9,16             | 11 888 (2014)                     | 1 298              |
| Noiseau                | 94053      | Noiséens     | 4,49             | 4 671 (2014)                      | 1 040              |
| Ormesson-sur-Marne     | 94055      | Ormessonnais | 3,41             | 10 089 (2014)                     | 2 959              |

Elle était limitrophe des établissements publics de coopération communale suivants : Communauté d'agglomération Plaine Centrale du Val-de-Marne et Communauté de communes du Plateau Briard.

## Organisation

### Siège
Le siège de l'intercommunalité était à Sucy-en-Brie, ZAC de la Sablière.

### Élus
La communauté de communes était administrée par son Conseil communautaire, composé de conseillers municipaux représentant chacune des communes membres.

### Liste des présidents
| Période                                  | Période       | Identité           | Étiquette | Qualité |
| ---------------------------------------- | ------------- | ------------------ | --------- | --- |
| Les données manquantes sont à compléter. |               |                    |           | |
| 2001                                     | décembre 2007 | Jean-Marie Poirier | UMP       | Journaliste, Conseiller d’État Maire de Sucy-en-Brie (1964 → 2007) Député de Seine-et-Oise (16e circ.) puis du Val-de-Marne (1962 → 1973) Sénateur du Val-de-Marne (1995 → 2004) Conseiller général (1985 → 1995) Vice-Président du Conseil Général[Quand ?] Décédé en fonction |
| février 2007                             | 2008          | Daniel Urbain      | UMP       | Maire de Boissy-Saint-Léger (1995 → 2008) |
| 2008                                     | 2014          | René Dessert       | PS        | Maire de Noiseau (1977 → 2009) |
| 2014                                     | décembre 2015 | Jean-Jacques Jégou | MoDem     | Chef d'entreprise de PME Maire du Plessis-Trévise (1983 → 2014) Conseiller général (1982 → 1988) Député du Val-de-Marne (1986 → 2002) Sénateur du Val-de-Marne (2004 → 2011) |

### Compétences
Les 10 compétences de la Communauté d'Agglomération du Haut Val-de-Marne :
- le développement économique ;
- l’aménagement de l’espace communautaire (dont le réseau de bus SITUS) ;
- l’équilibre social de l’habitat ;
- la politique de la ville ;
- l’assainissement (gestion des eaux usées et pluviales) ;
- la protection et la mise en valeur du cadre de vie (dont la collecte et le traitement des déchets ménagers et assimilés) ;
- la construction, l’aménagement, l’entretien et la gestion des équipements culturels et sportifs d’intérêt communautaire (dont les trois piscines et un complexe sportif) ;
- la création ou l’aménagement et l’entretien de la voirie d’intérêt communautaire ;
- la création, la gestion et la mise en valeur des itinéraires de découvertes du Haut Val-de-Marne ;
- l'acquisition, l'aménagement et la gestion de l'ensemble des aires d'accueil des gens du voyage.

### Régime fiscal et budget
La CAHVM était un établissement public de coopération intercommunale à fiscalité propre.
Afin de financer l'exercice de ses compétences, et comme toutes les communautés d'agglomération, elle percevait la fiscalité professionnelle unique (FPU) – qui a succédé à la taxe professionnelle unique (TPU) – et assure une péréquation de ressources entre les communes résidentielles et celles dotées de zones d'activité.
Elle percevait également la taxe d'enlèvement des ordures ménagères (TEOM) ainsi que la redevance spéciale et assainissement, qui financent le fonctionnement de ces services publics.